# Lagerhjelm
Lagerhjelm var en svensk adelsätt som före adlandet gick under namnet Staffander. Släkten präglades av  militärtraditioner, men har kanske ännu mer framstått som en betydelsefull industrifamilj i eftervärldens ögon. Flera av släktens medlemmar gjorde sina avtryck på ett industrihistoriskt bruk, Bofors, inom Karlskoga socken. En av de framträdande gestalterna var Pehr Lagerhjelm.

## Historia

Johan Gabriel Lagerhjelm

Olika stamfäder har uppgetts åt släkten. Gemensamt för de olika uppgifterna är att den kommer från Stavnäs socken i Värmland, och att släktnamnet upptogs av Johan Staffander (1625–1680). Anders Anton von Stiernman uppger att dennes far var en klockare Staffan Hansson vid Stavnäs kyrka, medan det står i Marks von Würtenbergs konceptgenealogier att fadern var en klockare Björn Jansson, men inget av dessa namn förekommer i Stavnäs mantalslängder. Anrep följer Marks von Würtenberg, och skriver att dennes hustru hette Kjerstin Jonsdotter. Modern forskning utgår i stället från den tidigare nämnde Johan Staffander.

## Stamfadern
Denne Johan Staffander var häradshövding i Västergötland och Skaraborgs län när han den 18 augusti 1668 adlades med namnet Lagerhjelm. Ätten introducerades på nummer 792 den 9 september år. Sedermera blev Johan Staffander nobil. Lagerhjelm vice lagman i Värmland och Dalsland. Av hans två hustrur är bara den andra känd vid namn. Barnen i första äktenskapet avled också ogifta. Andra hustrun gifte han sig med 1664, och hette Catharina Elisabeth Irving och var dotter till översten Alexander Irving till Irvingsholm och Agneta Patkull. Genom äktenskapet förvärvade stamfadern Irvingsholm i Tysslinge socken. Han skaffade sig också Hageberg i Viby socken och Ljungnäs. En av sönerna, Gabriel Johan Lagerhielm, deltog bland annat i Narva och Poltava, och blev 1735 överste för Savolax och Nyslotts infanteriregemente, men avled barnlös. Ätten fortlevde med endast två barn Axel och Carl Lagerhjelm.

## Axel Lagerhjelms släktgren
Löjtnanten vid Östgötlands kavalleri, Axel Lagerhjelm till Hageberg, var gift med Eva Maria Gyllenpatron. Deras döttrar gifte sig Uggla, Lillja och Prytz. Av sönerna var det två som förde ätten vidare, löjtnanten Johan Jacob Lagerhjelm och fänriken Axel Henrik Lagerhjelm.
Den äldre av dessa övertog Hageberg och var först gift med sin dubbelkusin Lagerhjelm och sedan med en von Essen. En dotter i andra äktenskapet blev stammoder till ätten von Vicken, och en annan dotter blev mor till Per Lagerhjelm. En av Johan Jacob Lagerhjelms söner, Axel Alexander Lagerhjelm blev efter en tid som häradshövding år 1766 kammarherre. Han var gift med en dotter till Detloff Heijkensköld d.y. men fick inga barn. Hans bror Henrik Johan Lagerhjelm var lagman, och fick en dotter som gifte sig Liljencrantz.
Fänriken Axel Henrik Lagerhjelm fick en son som stupade 1809 i Finska kriget. Den äldre grenen blev därmed utslocknad under mitten av 1800-talet.

## Carl Lagerhjelms släktgren

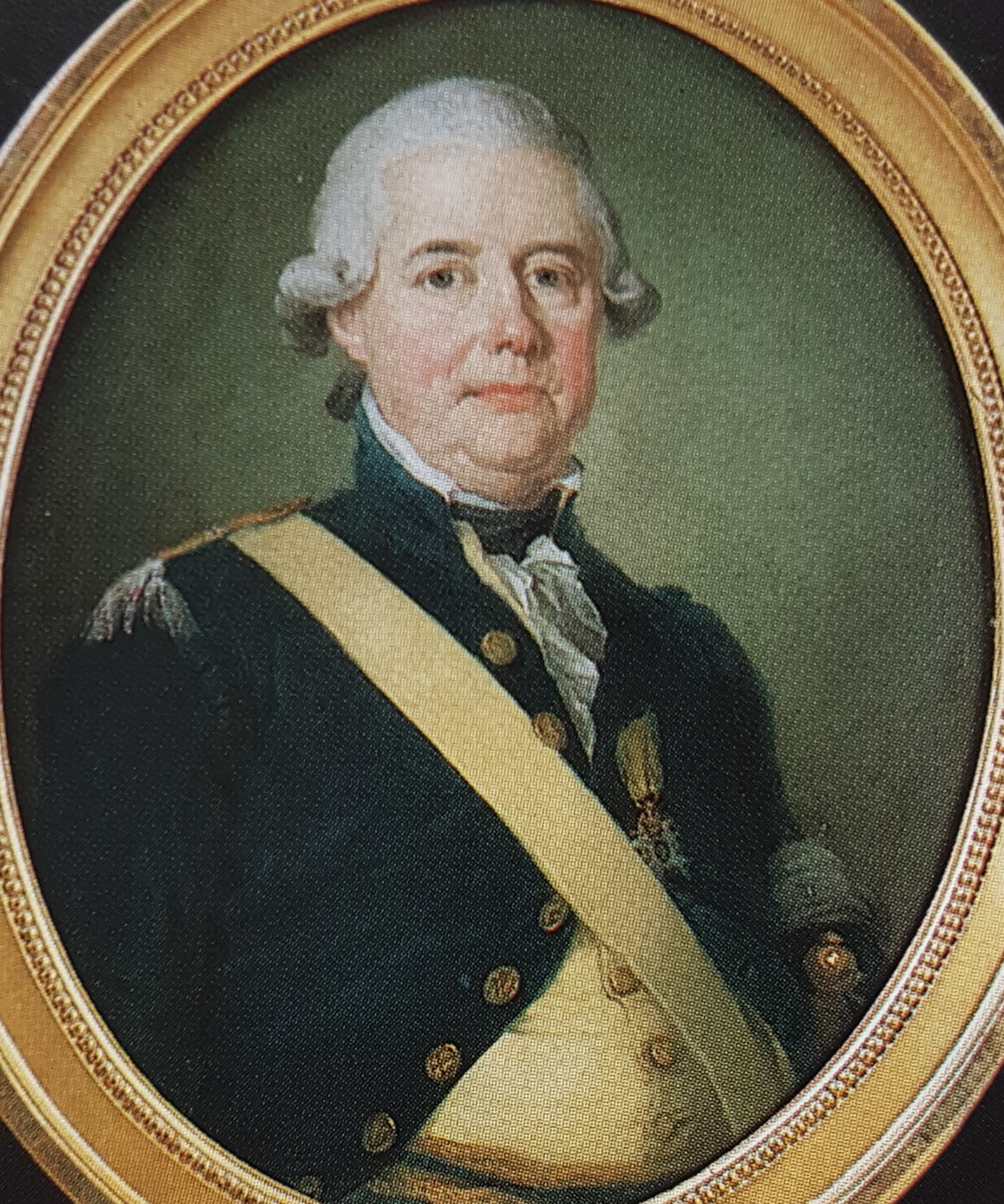
Generalmajor Pehr Lagerhjelm

Carl Lagerhjelm till Skoftestad var regementskvartermästare vid Närke och Värmlands regemente. Skoftestad ligger i Kräcklinge socken, och då släkten länge innehade detta gods har släkten sin familjegrav i Kräcklinge kyrka. Carl Lagerhjelms hustru tillhörde ätten Gyllenpatron och var svägerska till hans bror. En av deras döttrar gifte sig med sin dubbelkusin enligt ovan, en annan blev stammoder till ätten von Düben. En av deras bröder, Alexander, tog värvning i den österrikiska armén och avled ogift i Parma. Ättegrenen fortlevde på svärdssidan i endast ett led, med majoren Gustaf Lagerhjelm till Hageberg, Falkenå och Skoftestad.
Gustaf Lagerhjelm var gift med Chatarina Beata Löfman. Hennes far Pehr Löfman var brukspatron på Bofors som han kommit i besittning av genom sin hustru, Magdalena Jacobsdotter Robsahm vars förfader Jacob Robsahm hade köpt bruket. I och med detta äktenskap skulle Bofors bruk komma att ärvas av släkten Lagerhjelm. Av parets många barn, av vilka flera döttrar blev gifta och fick många ättlingar, fortlevde ätten på svärdssidan med endast en son, Gustaf Lagerhjelm, som var major vid Livregementet. Hans hustru Ulrika Charlotta var en syssling från den äldre grenen av ätten. Två av deras döttrar gifte sig Löwenhjelm. Deras bror, brukspatronen på Bofors Pehr Lagerhjelm, blev den ende som förde ätten vidare på svärdssidan.
Pehr Lagerhjelm spelade en betydande roll i Bofors historia, där han företog insatser som banbrytande industriman. Karlskogaförfattaren Alf Bande tillskrev bland annat Lagerhjelm rollen som en av de mest framstående och inflytelserika personerna i vapentillverkaren Bofors historia. Till hans ära fick en gata i centrala Karlskoga namnet Per Lagerhjelmsgatan.
År 1853 förvärvade Lagerhjelms söner Gustaf Reinhold och Per Erland Lagerhjelm bruket.
Per Lagerhjelm var först gift med en kusin till Erik Gustaf Geijer, men inget barn från det äktenskapet förde ätten vidare på svärdssidan. Hans andra hustru var Johanna Elisabeth Lagerlöf, en släkting till Selma Lagerlöf och dotter till prosten i Arvika Erland Lagerlöf och Agneta Christina Troili. Deras äldste son Pehr Erland Lagerhjelm tvingades sälja Bofors 1878. Från honom och hans hustru Jeanette Murray härstammar huvudmannagrenen av ätten. Ätten utslocknade på svärdssidan den 13 mars 1991.

### Fotnoter
1. ↑   Biografiskt lexicon hofver namnkunnige svenske män.... F. & G. Beijers förlag. 1876. sid. 259–264. https://books.google.com/books?id=w48uAAAAYAAJ&newbks=0&printsec=frontcover&pg=PA259&dq=Pehr+Lagerhjelm+1787&hl=sv. Läst 4 augusti 2023
2. 1 2 3 4  ”Lagerhjelm”. www.riddarhuset.se. Sveriges Riddarhus. Arkiverad från originalet den 24 maj 2023. https://web.archive.org/web/20230524133914/https://stage.riddarhuset.se/blog/att/lagerhjelm/. Läst 4 september 2020.
3. ↑  Steckzén 1946, sid. 30.
4. ↑  Bande 1996, sid. 16.
5. ↑  Steckzén 1946, sid. 32.